# Siegfried Schulz (Leichtathlet)
Siegfried Schulz  (* 2. Juli 1910 in Berlin; † unbekannt) war ein deutscher Stabhochspringer.

## Biografie
Siegfried Schulz trat bei den Olympischen Spielen 1936 in Berlin im Stabhochsprung an und belegte dabei den 17. Rang.
1933, 1936 wurde er deutscher Vizemeister.